# Décathlon aux championnats du monde d'athlétisme 2009
Navigation
Osaka 2007 Daegu 2011
Le concours du décathlon des championnats du monde de 2009 s'est déroulé les 19 et 20 août 2009 dans le Stade olympique de Berlin. Il est remporté par l'Américain Trey Hardee.

## Meilleures performances par épreuves
Lors des championnats du monde précédents, voici les meilleures performances réalisées lors des décathlons :
- 100 m : 10 s 34 par Chris Huffins (USA) en 1995
- Long. : 8,07 m par Tomáš Dvořák (CZE) en 2001
- Poids : 17,54 m par Michael Smith (CAN) en 1997
- Hauteur : 2,25 m par Christian Schenk (GDR) en 1987
- 400 m : 46 s 21 par Dean Macey (GBR) en 2001
- Première journée : 4 638 points par le même Dean Macey en 2001
- 110 m h : 13 s 55 par Frank Busemann (GER) en 1997
- Disque : 53,68 m par Bryan Clay (USA) en 2005
- Perche : 5,50 m par Sébastien Levicq (FRA) en 1999
- Javelot : 72,00 m par Bryan Clay (USA) en 2005
- 1 500 m : 4 min 11 s 82 Beat Gähwiler (SUI) en 1991

## Inscrits
Pour se qualifier (minima A), il faut avoir obtenu au moins 8 000 points du 1er janvier 2008 au 3 août 2009 — ou au moins 7 730 points pour le minimum B.
Sont inscrits au décathlon de Berlin les 40 athlètes suivants :
1. 8654 Leonel Suárez CUB
2. 8516 Trey Hardee USA
3. 8496 Yordani García CUB
4. 8374 Pascal Behrenbruch GER
5. 8348 Roman Šebrle CZE
6. 8336 Andrei Krauchanka BLR
7. 8313 Aleksandr Pogorelov RUS
8. 8295 Norman Müller GER
9. 8286 Oleksiy Kasyanov UKR
10. 8239 Romain Barras FRA
11. 8213 Nicklas Wiberg SWE
12. 8157 Maurice Smith JAM
13. 8113 Vasiliy Kharlamov RUS
14. 8112 Eelco Sintnicolaas NED
15. 8091 Ashton Eaton USA
16. 8088 Andres Raja EST
17. 8083 Eugène Martineau NED
18. 8069 Jake Arnold USA
19. 8054 Willem Coertzen RSA
20. 8044 Mateo Sossah FRA
21. 8036 Larbi Bouraada ALG
22. 8030 Aleksey Sysoyev RUS
23. 8029 Dmitriy Karpov KAZ
24. 8013 Yunior Díaz  CUB
25. 8004 Moritz Cleve  GER
26. 8003 Ingmar Vos NED
27. 7971 Roland Schwarzl AUT
28. 7874 Brent Newdick NZL
29. 7853 Yevhen Nikitin UKR
30. 7789 Agustín Félix ESP
31. 7779 Mikk-Mihkel Arro EST
32. 7776 Lars Vikan Rise NOR
33. 7760 Atis Vaisjuns LAT
34. 7753 Daisuke Ikeda JPN
35. 7751 Simon Walter SUI
36. 7748 Attila Szabo HUN
37. 7733 Nadir El Fassi FRA
38. 7733 Daniel Almgren SWE
39. Jangy Addy LBR (8025 en 2008)
40. Mikk Pahapill EST (8178 en 2008)

## Première journée d'épreuves
À la fin de la première journée, avec cinq disciplines effectuées, le classement général est le suivant :
1. Oleksiy Kasyanov UKR 4 555
2. Yunior Díaz CUB 	4 512
3. Trey Hardee USA 	4 511
4. Aleksandr Pogorelov RUS 4 375
5. Ashton Eaton USA 	4 355
6. Yordani García CUB 4 348
7. Roman Šebrle CZE 	4 324
8. Leonel Suárez CUB 	4 320
9. Andrei Krauchanka BLR 4 290
10. Nicklas Wiberg SWE 4 257
11. Pascal Behrenbruch GER 4 247
12. Norman Müller GER 	4 234
13. Andres Raja EST 	4 223
14. Aleksey Sysoev RUS 4 207
15. Larbi Bouraada ALG 4 187
16. Daniel Almgren SWE 4 173
17. Willem Coertzen RSA 4 154
18. Dmitriy Karpov KAZ 4 133
19. Brent Newdick NZL 	4 105
20. Ingmar Vos NED 	4 099
21. Vasiliy Kharlamov RUS 4 085
22. Romain Barras FRA 	4 053
23. Moritz Cleve GER 	4 001
24. Yevhen Nikitin UKR 3 996
25. Eugène Martineau NED 3 978
26. Nadir El Fassi FRA 3 962
27. Jake Arnold USA 	3 960
28. Atis Vaisjuns LAT 	3 947
29. Simon Walter SUI 	3 939
30. Agustín Félix ESP 	3 916
31. Daisuke Ikeda JPN 	3 888
32. Attila Szabó HUN 	3 870
33. Mikk-Mihkel Arro EST 3 860
34. Mateo Sossah FRA 	3 849

## Finale
1. Trey Hardee USA 	8 790 WL
2. Leonel Suárez CUB 	8 640
3. Aleksandr Pogorelov RUS 	8 528 PB (DQ en 2008, à la suite du contrôle de tests effectué en 2016, positif au turinabol)
4. Oleksiy Kasyanov UKR 8 479 PB
5. Aleksey Sysoyev RUS 8 454 SB
6. Pascal Behrenbruch GER 8 439 PB
7. Nicklas Wiberg SWE 8 406 NR
8. Yordani García CUB 8 387
9. Yunior Díaz CUB 	8 357 PB
10. Andrei Krauchanka BLR 8 281
11. Roman Šebrle CZE 	8 266
12. Romain Barras FRA 	8 204
13. Larbi Bouraada ALG 8 171 AR
14. Willem Coertzen RSA 8 146 NR
15. Andres Raja EST 	8 119 PB
16. Norman Müller GER 	8 096
17. Vasiliy Kharlamov RUS 8 065
18. Ashton Eaton USA 	8 061
19. Eugène Martineau NED  8 055
20. Ingmar Vos NED 	8 009 PB
21. Dmitriy Karpov KAZ 7 952
22. Nadir El Fassi FRA 7 922 SB
23. Brent Newdick NZL 	7 915 PB
24. Jake Arnold USA 	7 837
25. Daniel Almgren SWE 7 803 PB
26. Daisuke Ikeda JPN 	7 788 PB
27. Moritz Cleve GER 	7 777
28. Yevhen Nikitin UKR 7 710
29. Mateo Sossah FRA 	7 682
30. Simon Walter SUI 	7 649
31. Attila Szabó HUN 	7 610
32. Agustín Félix ESP 	7 539
33. Mikk-Mihkel Arro EST 7 528
34. Atis Vaisjuns LAT 	7 507

## Favoris
Tout laisse croire qu'un tout nouveau champion du monde sera désigné cette année, d'autant que Bryan Clay, champion olympique et du monde (en 2005) est blessé et que le champion du monde en titre, Roman Šebrle semble sur une pente descendante comme le prouve sa 6e place à Pékin. Du coup, le favori naturel devient Leonel Suarez qui a remporté les Championnats caribéens avec un record national porté à 8 654 points, meilleure marque mondiale. Il était 3e à Pékin et ne semble avoir aucun "trou" dans aucune des dix épreuves. Andrei Krauchanka, vice-champion olympique est aussi un candidat déclaré aux médailles, même si son record date du meeting de Götzis en 2007 (8 617 points). Cette année, il a remporté la Coupe d'Europe avec un plus modeste 8 336 points.
Ceux qui ont brillé à Götzis, comme Trey Hardee (2e avec 8 516) seront sans doute bien placés, mais Michael Schrader (1er), avec une fracture au pied, ne sera pas là pour défendre les couleurs locales. Un autre Cubain, Yordani Garcia, seulement 20 ans, a effectué trois concours remarquables : 8 365 points en mars, un record à 8 496 points en mai et encore 8 348 points en juin.
Le Russe Aleksandr Pogorelov (RUS), 4e à Pékin, et Oleksiy Kasyanov (UKR) devront être suivis, surtout Kasyanov capable d'être en tête pendant la première journée. Parmi les possibles finalistes, devraient se trouver les Allemands Pascal Behrenbruch GER (8 374) et Norman Müller GER (8 295) qui seront à domicile, le Français Romain Barras et le Suédois Nicklas Wiberg SWE. Une surprise estonienne avec Mikk Pahapill n'est pas à exclure.